# A vad bolygó (rajzfilm)
A vad bolygó (francia címén La Planète sauvage, angol címén: Fantastic Planet) egy 1973-ban bemutatott sci-fi rajzfilm, René Laloux rendezésében. A film nemzetközi – francia és csehszlovák – koprodukció eredménye, amerikai forgalmazóval. Az 1973-as cannes-i filmfesztiválon elnyerte a zsűri különdíját. A forgatókönyv – melyet 1974-ben Nebula-díjra jelöltek – Stefan Wul, francia író Oms en Série c. regényén alapul.

## Történet
A film egy olyan alternatív jövőt ábrázol, amelyben az emberi lényeket „Om”-oknak nevezik (francia nyelven ez egy szójáték: hommes = emberek). A helyszín a „Draag”-ok bolygója, az „Ygam”, ahol a Draagok háziállatként tartják az Omokat (nyakörvvel). A Draagok egy idegen faj; formára emberszerűek, de nagyjából százszor nagyobbak náluk, a bőrük színe kék, uszonyszerű fülük van és hatalmas, kidülledő piros szemük. A Draagok ezen kívül sokkal tovább élnek, mint az emberi lények – egy hét számukra egy emberi évnek felel meg. Néhány Omot befognak háziállatnak; a többieket pedig, akik vadon élnek, bizonyos időközönként kiirtják. A Draagok barbár bánásmódja az Omokkal ironikus kontrasztban van magas műszaki és szellemi fejlettségükkel.
A történet azzal kezdődik, hogy egy nőstény Om rohan karján csecsemőjével, mintha üldöznék. Hirtelen egy hatalmas kéz nyúl felé és megakadályozza, hogy továbbhaladjon. A durva játék következtében végül az Om nő meghal. Egy fiatal, Tiwa nevű Draag lány „fogadja örökbe” az elárvult Om kisfiút, el is nevezi Terr-nek, és elkezdi betanítani háziállatnak, ami egy bevált gyakorlat a bolygójukon. A további történéseket Terr meséli el, aki felnő és kiokosodik Tiwa mellett. Terr megismeri a Draag kultúrát: a Draagok egyfolytában meditálnak és a tudatukat buborékokba zárva küldik szerte-széjjel a bolygón és azon túl. A testüket eltorzítják egy különös rituálé során, amit „Imaginációnak” neveznek; fajuk kollektív tudásához a „mentális indukciós készülékekkel” férnek hozzá, amit fejhallgatóként viselnek, ennek segítségével őrzik meg a tudást a jövő generációinak. Terr a nyakörvén keresztül képes fogni Tiwa fejhallgatóján kapott leckéit, így olyan tudásra tesz szert, mely kiemeli a többi házi-Om közül. Bár a bolygót sok fura lény lakja, a Draagok látszólag elszigetelten, békében élnek. Azonban a Draagok vezetői tanácsa, melynek Tiwa apja, Sinh Úr is a tagja, aggasztó esetekről tárgyal: a Terrára, azaz Földre tett látogatásuk óta, melynek során magukkal hozták az Omokat, egyre több meghibásodás éri gépeiket, ami felveti annak a lehetőségét, hogy az Omok intelligensek és veszélyesek lehetnek.
Ahogy Tiwa felcseperedik, Terr megszökik gazdáitól, ellop egy fejhallgatót, majd csatlakozik egy vadonélő Om hordához. Bár eleinte bizalmatlanok a háziasított Ommal szemben, Terr beilleszkedik, és a fejhallgató segítségével a többi Om is megszerzi a Draag tudást.
Amikor a Draagok meg akarják fékezni a vadonélő Omok elszaporodását, amit ők „Om-talanításnak” neveznek, Terr értesít egy ellenséges Om törzset a veszélyről, amit ők nem akarnak elhinni. A tömegirtást túlélő Omok egy csapatba tömörülnek, és még egy Draagot is sikerül leteríteniük. Hazájukat otthagyván egy elhagyatott rakétatelepen rendezkednek be, amit tizenöt év múltán saját városukká alakítanak. Elsajátítják a Draagok űrtechnológiáját, hogy a Vad bolygóra, az Ygam lakatlannak hitt holdjára meneküljenek. A Draagok ez idő alatt új Om-talanító eszközöket fejlesztenek ki, melyekkel végérvényesen le akarnak számolni az emberekkel.
Terr és két csapat Om időben elmenekül, és a Vad bolygóra repülve felfedezik elnyomóik titkát: meditációjuk során a Draagok buborékjaikban óriási, fejtelen szobrokra csatlakoznak, és násztáncot járnak más galaxisokból származó idegen lényekkel. Ez adja meg nekik a fajfenntartáshoz szükséges energiát. Az Omok rakétáikkal tüzet nyitnak a táncoló szobrokra, megszakítva a Draagok meditációját. Sinh tanácsára béke létesül a két faj közt, hogy elkerüljék a kölcsönös pusztulást. Az Omok felszabadulnak, és egy új, mesterséges holdra  telepszenek, mely a Terr nevet kapta.

## Háttér
A film alapjául szolgáló, Oms en Série című sci-fi regényt a francia Stefan Wul (születési nevén Pierre Pairault) írta 1957-ben. 1967-ben René Laloux rendező megállapodott a prágai Jiří Trnka Stúdióval, ahol a film animációja készült. Csehszlovákiára azért esett a választás, mert ott több forrás állt rendelkezésre, mint Franciaországban, és a rajzfilm-készítés is elismertebb volt. A film látványvilágáért felelő Roland Topor művész, aki egyben társíró is volt, már a gyártás legelején letudta feladatait, ezért Laloux egyedüli franciaként dolgozott tovább a csehszlovák stábbal. A figurák papírkivágással készültek és stop-motion technikával mozgatták őket Josef Kábrt karaktertervező útmutatása szerint. A háttereket Josef Váňa tervezte. A karakterek mozgása és kifejezésvilága minimális, ami az alacsonyan tartott költségvetés mellett összefügg azzal is, hogy a cseh animációs művek a szereplőikre általában nem élő karakterekként, hanem inkább szimbólumokként tekintenek.
1968-ban szüneteltették a munkákat, hogy pénzt gyűjtsenek Franciaországból. A Szovjetunió ugyanabban az évben szállta meg Csehszlovákiát, ezért félő volt, hogy a filmet betiltják szürreális hangulata és tartalma miatt. A cseh stúdió emberei majdnem eltávolították Laloux rendezőt, mert nem értettek egyet elképzeléseivel. Kábrt vezetése alatt át akarták írni a filmet, hogy nacionalistábbá tegyék üzenetét. A projektet egy ideig ezért Franciaországban helyezték biztonságba, de az onnan befolyó pénz miatt végül továbbfolytatódhatott a munka a cseh stúdiónál, és négy évre rá elkészült a film.
A vad bolygó először a '73-as Cannes-i filmfesztiválon került vetítésre, ahol bár nem nyert hivatalos díjat, a zsűri különdíjjal jutalmazta, a Trieszti Nemzetközi Tudományos Fantasztikus Filmfesztiválon pedig megkapta a nemzetközi zsűri díját. Elismerő kritikákat kapott és magas bevételt hozott, így Laloux megnyithatta saját stúdióját Angers-ben. A rendező legismertebb filmje lett. A korai kritikák párhuzamot vontak a film üzenete és Csehszlovákia szovjet megszállása közt, de a kapcsolatot maga Stefan Wul cáfolta, mondván, a könyvét már jóval hamarabb megírta, és nem szánt bele konkrét politikai tartalmat.
Az USA-ban a független horrorfilmjeiről ismert Roger Corman New World Pictures cége adta ki '73 decemberében, s egyedi animációja és politikai szatírája miatt azonnal kultuszfilmmé vált.

## Fordítás
- Ez a szócikk részben vagy egészben  a   Fantastic Planet című angol Wikipédia-szócikk fordításán alapul.  Az eredeti cikk szerkesztőit annak laptörténete sorolja fel. Ez a jelzés csupán a megfogalmazás eredetét és a szerzői jogokat jelzi, nem szolgál a cikkben szereplő információk forrásmegjelöléseként.